# キザルチニブ
キザルチニブ (英語: Quizartinib、商品名：ヴァンフリタ）は、急性骨髄性白血病の治療薬である。
当初はアンビット・バイオサイエンス社によって開発されたが、後に同社は第一三共に買収されたため、第一三共は本剤に関する全権利を取得した。2022年10月に第一三共はアメリカ食品医薬品局に成人FLT3-ITD変異を有する急性骨髄性白血病 (AML) の一次治療に対しての承認を申請し、2023年7月に承認された。なお、日本では2019年9月4日に薬価収載され、同年10月からヴァンフリタ錠17.5mgと同錠26.5mgが販売されている。

## 効能又は効果
- FLT3-ITD変異陽性の急性骨髄性白血病

## 作用機序
キザルチニブは、FLT3-ITD変異（FLT3遺伝子の傍膜貫通領域の一部が重複して繰り返されるInternal Tandem Duplicationと呼ばれる変異）を起こした白血病細胞において、FLT3チロシンキナーゼ活性を阻害することで細胞増殖を抑制し、アポトーシスを誘導する。